# Wikipédia en haut sorabe
Wikipédia en haut sorabe (en haut sorabe : Hornjoserbska wikipedija) est l’édition de Wikipédia en haut sorabe, langue slave occidentale parlée en Saxe en Allemagne. L'édition est lancée le  30 septembre 2006,,,. Son code est : hsb.
Au 20 mars 2025, l'édition en haut sorabe contient 13 975 articles et compte 26 447 contributeurs, dont 32 contributeurs actifs et 4 administrateurs.
L'édition en bas sorabe contient quant à elle 3 424 articles.

## Présentation

Aire de diffusion du sorabe ; le bas sorabe est au Nord et le haut sorabe au Sud.
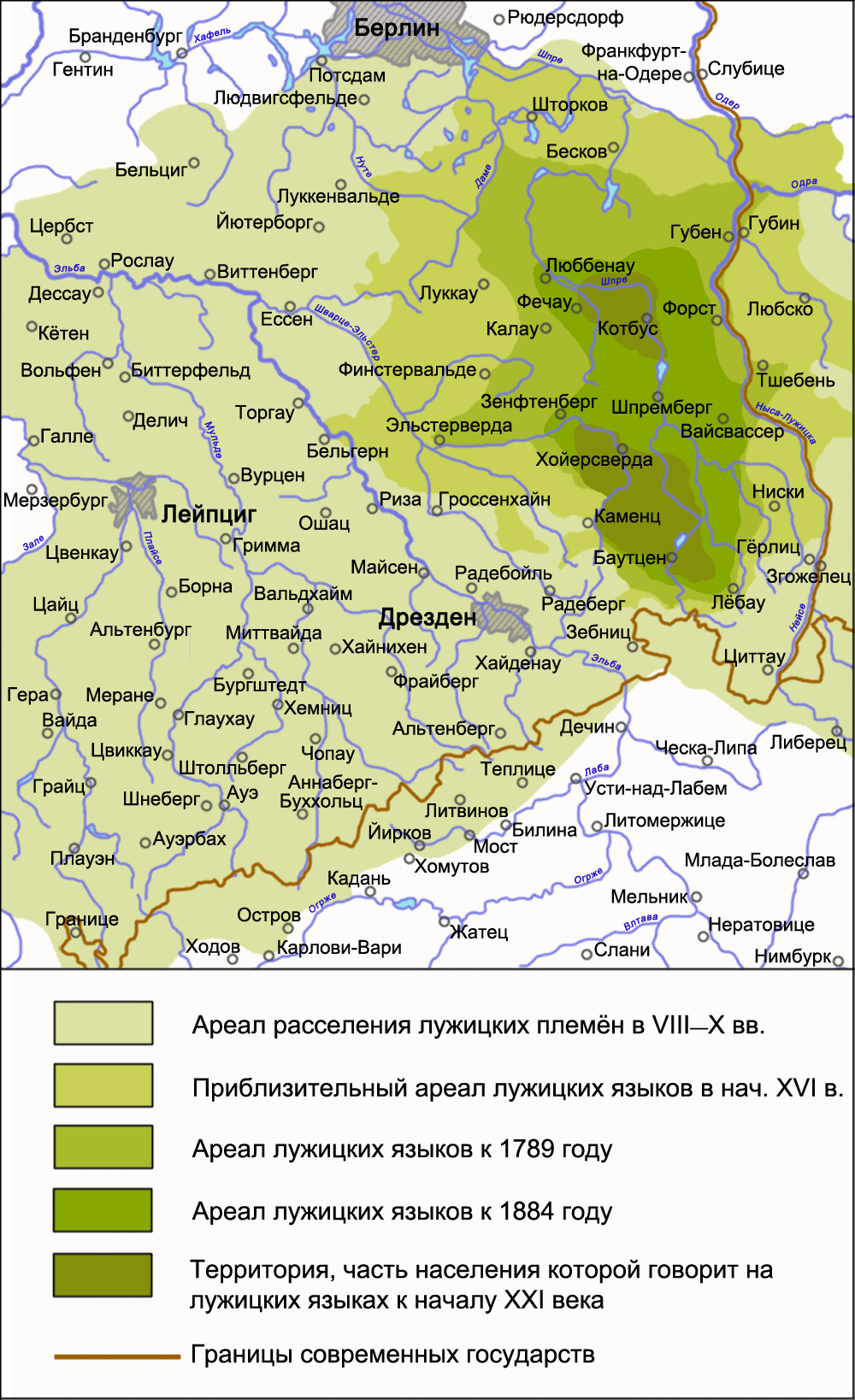
Évolution de l'aire de diffusion..

## Statistiques
- En février 2009, l'édition en haut sorabe compte quelque 5 300 articles et 2 000 utilisateurs enregistrés.
- Le 2 novembre 2022, elle contient 13 850 articles et compte 23 354 contributeurs, dont 36 contributeurs actifs et 4 administrateurs.
- Le 10 septembre 2024, elle contient 13 946 articles et compte 25 806 contributeurs, dont 32 contributeurs actifs et 4 administrateurs.